# Julie James
Julie James es un personaje ficticio de la franquicia I Know What You Did Last Summer. El personaje fue creado por la escritora estadounidense Lois Duncan y aparece en su novela de suspenso de 1973 I Know What You Did Last Summer (novela). 
En la historia, Julie es una mujer joven cuyo grupo de amigos se ve involucrado en un accidente de atropello y fuga.

## Apariciones

### Literatura
- I Know What You Did Last Summer (novela)

Ella es una estudiante de último año de secundaria que estuvo involucrada en un accidente de atropello y fuga de un chico ciclista con su novio Ray Bronson y sus amigos Barry Cox y Helen Rivers. 
Un año después, recibe una nota siniestra que alude a una tragedia pasada que la involucra a ella y a su grupo. A pesar de los intentos de Ray de tranquilizarla, los instintos de Julie la llevan a buscar respuestas, lo que se refuerza aún más cuando visita a Helen, esperando encontrar consuelo y apoyo.Ellas luego van a vicitar a Barry, le cuentan lo que esta  pasando y el porcede a decirles que estan locos, a Ray se le ocurre ir a la policia y confesar todo lo que habia pasado el verano pasado, a lo que  Barry dice que no y que se fueran todos de su casa.Luego de todo lo sucedido a helen sugiere ir a visitar a los Gregg junto a Julie, la familia de David, el niño que murió en el accidente, en busca de pistas. Durante su visita a la casa de los Gregg, Julie entabla una conversación con Megan, la madre de David, con la esperanza de obtener información sobre la misteriosa nota. A través de su conversación, Julie aprende más sobre el impacto de la muerte de David en la familia Gregg, profundizando su empatía por su dolor. La determinación de Julie se pone a prueba aún más cuando Barry recibe un disparo y queda paralizado. Ella apoya a Ray mientras él lucha contra la culpa y trata de convencer a Barry de que rompa su pacto de silencio. A medida que la tensión aumenta, los instintos de Julie la llevan a sospechar que Collie, un nuevo conocido de Helen, es el autor de las amenazas. 
Sus sospechas se confirman cuando Collie se revela como el hermano de David e intenta hacerle daño. En una confrontación culminante, Julie se encuentra en peligro de muerte cuando Collie, ahora revelado como Bud, intenta matarla. Gracias a pura fuerza de voluntad y determinación, Julie sobrevive a la terrible experiencia, rescatada por la oportuna intervención de Ray. A lo largo de esta terrible experiencia, Julie sufre una profunda transformación y emerge como una joven resistente y valiente. Su inquebrantable determinación de descubrir la verdad y enfrentar sus miedos finalmente la llevará a sobrevivir y a recuperar su fuerza.

### Filmografía
- Sé lo que hicisteis el último verano

El 4 de julio, su amiga Helen Shivers gana el concurso de belleza Croaker del 4 de julio y, después de celebrar, Julie y Helen van a la playa con el novio de Julie, Ray Bronson, y el novio de Helen, Barry Cox. Mientras conducían por la carretera, atropellaron accidentalmente a un peatón. Deciden arrojar el cuerpo al mar y nunca hablar de lo sucedido. 
Un año después, Julie dejó Southport, Carolina del Norte, y recibe una carta que dice "¡Sé lo que hiciste el verano pasado!". Al regresar a su ciudad natal, se reúne con Helen, Barry y Ray, y les dice que el hombre al que golpearon se llamaba David Egan y que su muerte fue etiquetada como ahogamiento accidental. Cuando un asesino con manos de garfio comienza a amenazar la ciudad, Helen y Julie visitan a Missy, la hermana de David, para obtener más información, pero Julie se siente abrumada por la culpa y se va. Julie regresa a casa de Missy, solo que ahora sospecha de un hombre llamado Billy Blue. Missy le dice a Julie que David se suicidó y Julie descubre que David no era el hombre al que golpearon y que probablemente otro hombre llamado Ben Willis sea el culpable. Ben engaña a Julie para que suba a su barco antes de desacoplarlo. Ray alcanza su bote y salva a Julie cortándole la mano a Ben Willis y enviándolo por la borda.
- Aún sé lo que hicisteis el último verano

Con el primer aniversario de los acontecimientos de la primera película, Julie se ha vuelto cada vez más paranoica, pero su ánimo parece levantarse cuando ella y su nueva amiga Karla ganan cuatro billetes a las Bahamas, suficientes para ellos, el novio de Karla, Tye, y una persona más. Julie inicialmente quiere que Ray venga, pero él se niega y Julie invita a su otro amigo Will Benson. Mientras hace karaoke allí, Julie recibe un mensaje en la máquina de karaoke que dice "Aún sé lo que hiciste el verano pasado". Cuando la gente comienza a ser asesinada, Julie comienza a tener visiones de sus cadáveres, y cuando pide irse le dicen que la tormenta que se avecina significa que eso no es posible. El asesino intenta cerrar una cama de bronceado con Julie adentro, pero sus amigos la salvan. 
Con todo el personal del hotel asesinado, el grupo es emboscado por el asesino, que se revela como Ben Willis, que sobrevivió a la primera película, y Will, que se revela como su hijo. Julie es salvada nuevamente por Ray, quien acaba de llegar a la isla y derrota a Will. Julie luego mata a tiros a Ben. A la mañana siguiente, Julie, Karla y Ray son rescatados de la isla.

## Recepción
A lo largo de los años, el personaje ha recibido una recepción generalmente débil debido a su papel de Chica final en la película, y muchos argumentaron que otros personajes de la historia eran más convincentes y deberían haber sobrevivido a Julie.
- - Trace Thurman escribió que “Julie James es una Chica final terrible”, argumentando que el personaje Helen Shivers debería haber desempeñado el papel, diciendo que “Helen es un personaje mucho más profundo y [más] agradable. Julie es aburrida e inútil”.
  - WhatCulture incluyó a Julie como uno de los cinco personajes de películas de terror que deberían haber muerto, argumentando que ella es "una de las chicas finales más débiles del terror" y que "Helen Shivers es mucho más simpática y entretenida que la protagonista real de la película".
  - Daric L. Cottingham argumentó que en la secuela, Karla Wilson era un personaje más interesante y escribió: "Si bien Julie es el personaje principal, es Karla quien brilla a lo largo de la película".
  - Kate Hudson de Pajiba escribió: "Julie es una buena chica final, es sólo que Helen hubiera sido mejor"

### En la cultura popular
El personaje fue parodiado en la película de parodia de 2000 Scary Movie. El personaje Cindy Campbell, interpretado por Anna Faris, se basó en Julie y Sidney Prescott. 
Jennifer Love Hewitt apareció en un cameo en un episodio de Boy Meets World en el que parodió una escena en la que Julie grita en la película de 1997.
En 2018, Bianca Giselle participó en la parodia musical Sé lo que hicisteis el verano pasado: el musical no autorizado que se estrenó en El Cid de Los Ángeles. 
- Datos: Q6457158